# Desmopachria tarda
Desmopachria tarda – gatunek wodnego chrząszcza z rodziny pływakowatych, podrodziny Hydroporinae i plemienia Hyphydrini.
Gatunek ten opisany został w 1973 roku przez Paula J. Spanglera, który jako miejsce typowe wskazał góry Gran Piedra. W obrębie rodzaju zaliczany jest do grupy gatunków D. convexus odznaczającej się obecnością ruchomego wyrostka przedniowierzchołkowego na paramerach.
Chrząszcz o ciele długości poniżej 1,7 mm, ubarwionym podobnie jak u D. andreae. Podstawowa barwa rudobrązowa z ciemnobrązowymi krawędziami przyszwowymi pokryw. Środkowy płat edeagusa z dwoma czubkami, rozszerzonym wierzchołkiem i nierozszerzoną nasadą.
Owad ten zasiedla wschodnią i środkową część Kuby.